# August Gottlieb von Gärtner
August Gottlieb von Gärtner (* 17. Juni 1738 in Dresden; † 4. März 1807 ebenda) war ein sächsischer Verwaltungsbeamter und Konsistorialpräsident.

## Leben
Der Sohn von Karl Wilhelm Gärtner war seit 1762 Hof- und Justizrat in Dresden. 1783 und 1789 erscheint er in Mitgliederlisten des Ordens der Gold- und Rosenkreuzer. Sowie 1805 im Mitgliederverzeichnis der Dresdner Freimaurerloge Zu den drey Schwerdtern und wahren Freunden. 1791 wurde er Vizekanzler und Polizeidirektor. Ab 1799 war er Präsident des Evangelisch-Lutherischen-Kirchenrats und des Oberkonsistoriums in Dresden. Mit Diplom vom 21. April 1792 wurde er in den Freiherrenstand erhoben.
August Gottlieb von Gärtner heiratete am 4. Januar 1764 Johanne Regine von Graffenfeld (gest. 1800).
Im März 1801 wurde Freiherr von Gärtner von Anton Graff porträtiert. Dieses Porträt wurde 1910 in Berlin in der Galerie Eduard Schulte anlässlich der Anton Graff-Ausstellung gezeigt.